# Vindarnas tempel, Lidingö

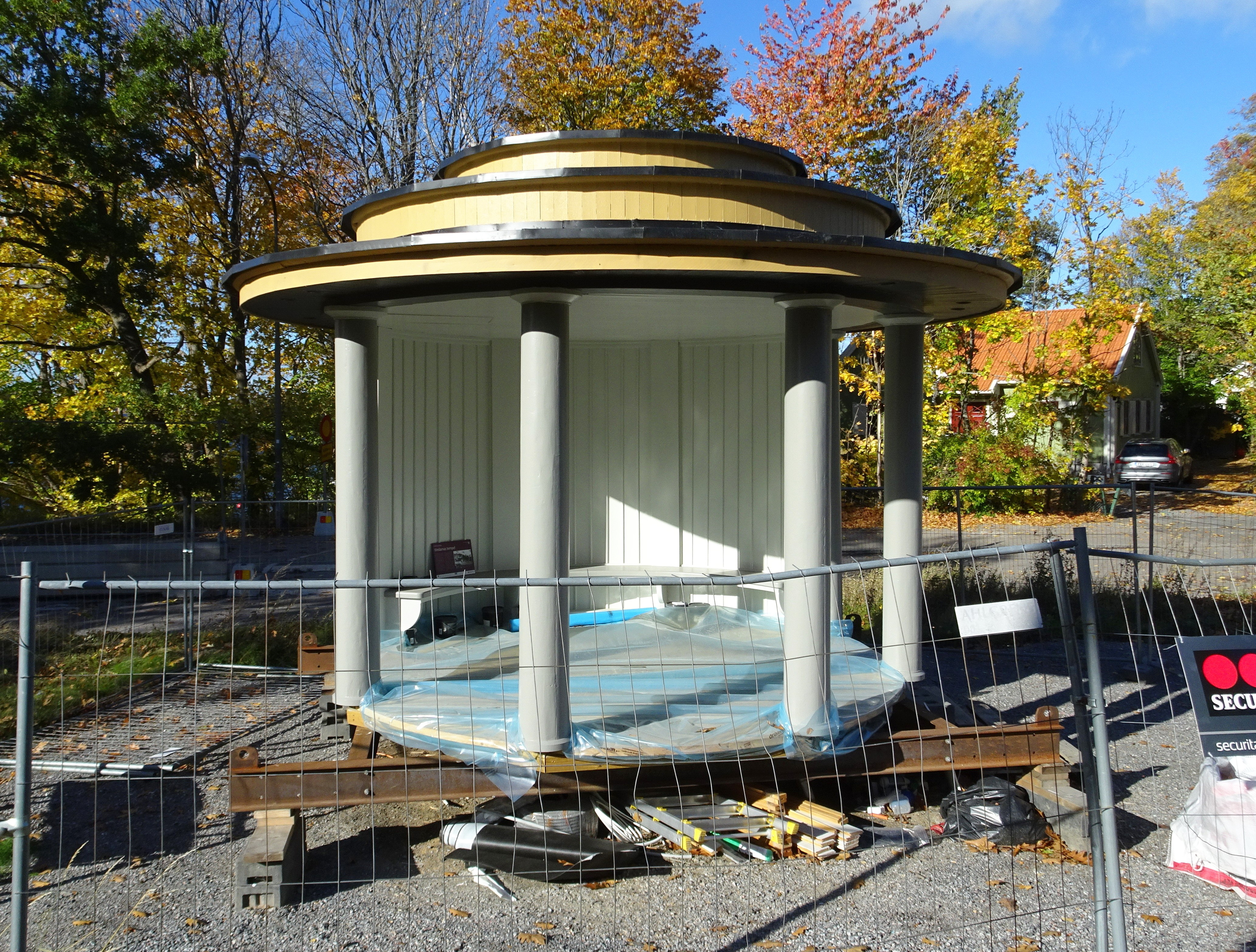
Templet under renovering, oktober 2022.

Vindarnas tempel kallas en liten byggnad på Gamla Lidingöbrons norra landfäste i Lidingö kommun. Den ritades av arkitekt Ivar Tengbom och invigdes 1925 samtidigt med Gamla Lidingöbron. Byggnaden nyttjades som väntkur till 1967 och kallades i folkmun för ”Vindarnas tempel” på grund av sitt utsatta läge. Byggnaden är en del av Lidingös kulturarv och tillmäts ett "stort kulturhistoriskt värde" enligt en kulturhistorisk byggnadsinventering från 2011 av Södra Lidingöbanans väntkiosker.

## Historik
Vindarnas tempel placerades vid hållplatsen Brogrenen, alltså där Norra Lidingöbanans och Södra Lidingöbanans delade sig i en norra och en södra gren. Först när Gamla Lidingöbron tillkom 1925 skedde någon form av koordination mellan de båda konkurrerande Lidingöbanorna. Innan dess hade Norra Lidingöbanan sitt färjeläge vid Islinge och Södra Lidingöbanan vid Herserud varifrån färjor gick över Lilla Värtan till och från Ropsten. Varje bolag bevakade sina egna intressen.
I och med tillkomsten av en kombinerad tåg- och bilbro över Lilla Värtan började man samköra sina tidtabeller. Men förseningar var inte ovanliga och väntetiden kunde bli lång. Som väderskydd byggdes vid Brogrenens hållplats en väntkur efter ritningar av arkitekt Ivar Tengbom. Han ritade ett litet klassicistiskt rundtempel i trä, prytt med en förgylld sol på en hög spira på taket. Till en början var templet öppet mot Stockholmssidan vilket gav den smeknamnet ”Vindarnas tempel”. Brogrenens hållplats användes fram till högertrafikomläggningen den 3 september 1967, då flyttades hållplatsen till Ropsten, men det lilla templet fick stå kvar. 
I samband med bygget av Lilla Lidingöbron som beräknas vara klar år 2022 kommer Gamla Lidingöbron att rivas inklusive Vindarnas tempel. Lidingö kommun beslöt dock att låta flytta den från gamla bron, renovera den och förse den med belysning. Byggnaden skall efter flytten fortfarande fungerar som väderskydd men där skall också finnas kulturhistorisk information om de olika Lidingöbroarna med fotografier på väggarna.

### Historiska bilder

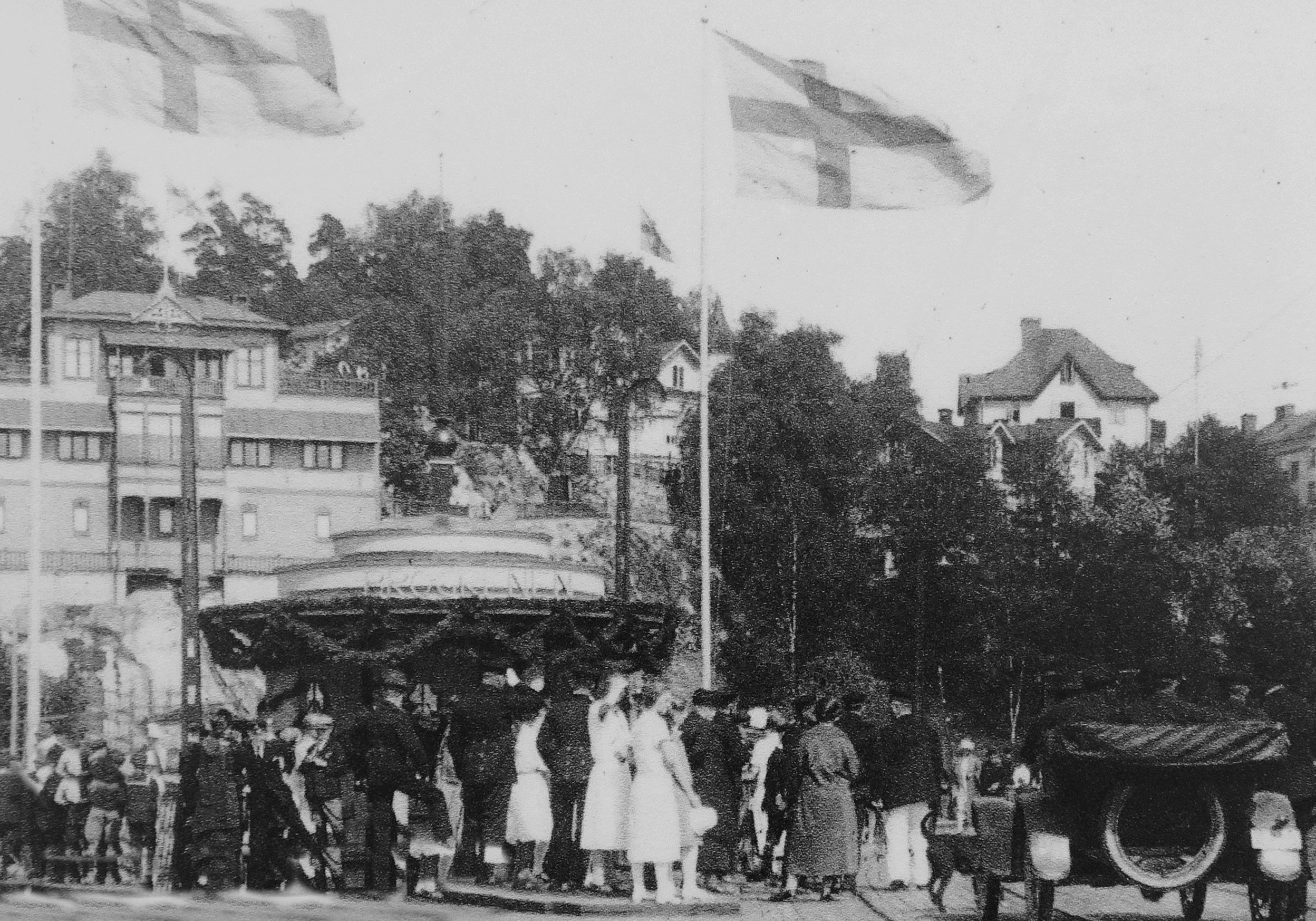
Templet vid invigningen 1925.
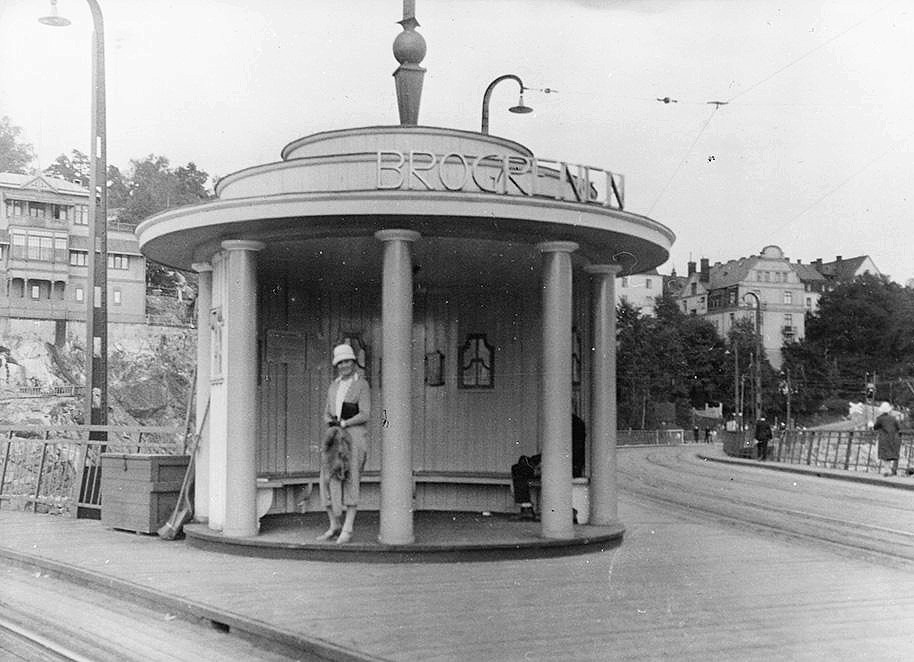
Templet på hållplatsen "Brogrenen", 1925.
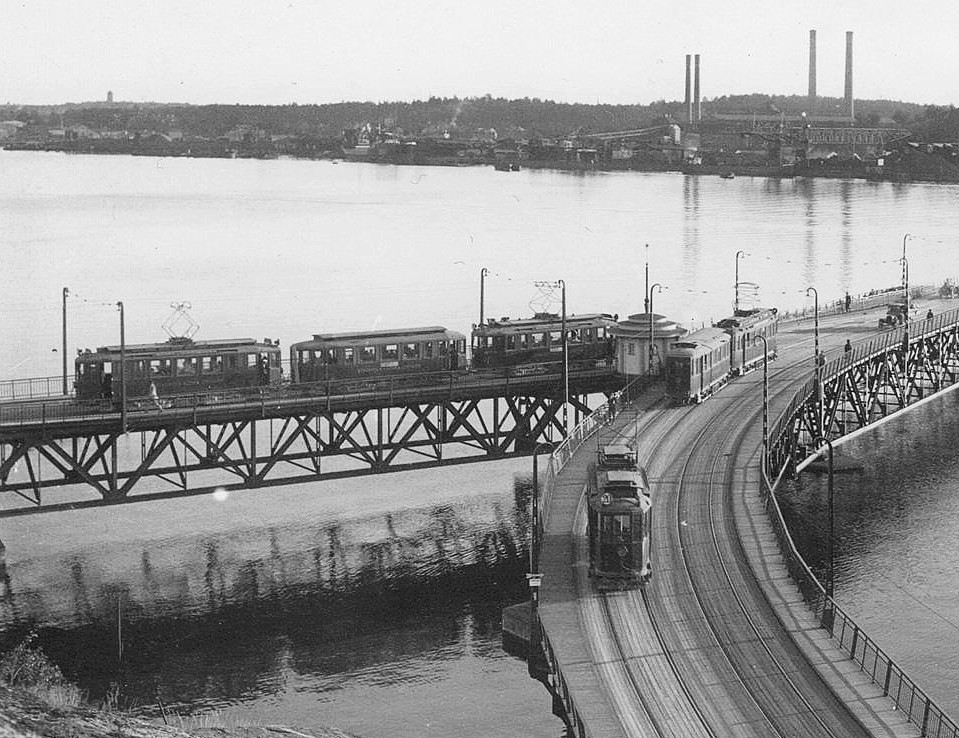
Norra och Södra Lidingöbanan möts vid "Brogrenen".
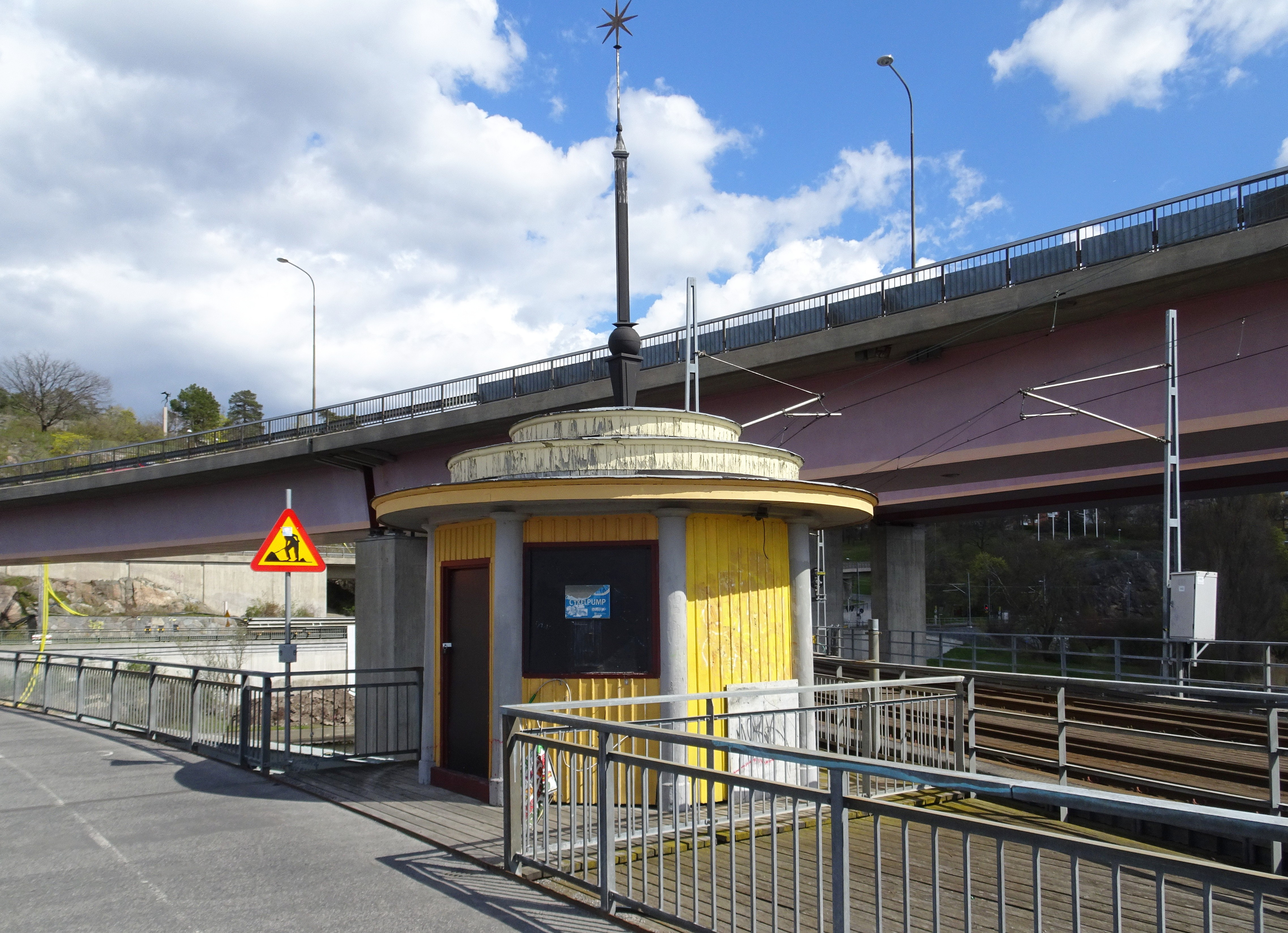
Templet på sin ursprungliga plats i maj 2021.